# 전국검도연합회
전국검도연합회(全國劍道聯合會)는 대한민국의 아마추어 검도를 관할했던 스포츠 행정 기구이다. 2016년 3월 1일에 대한검도회에 통합되었다.

## 참고 문헌
- 《2015 체육백서》. 대한민국 문화체육관광부. 2018.

## 같이 보기
- 대한검도회
- 국민생활체육회